# Josef Friedl

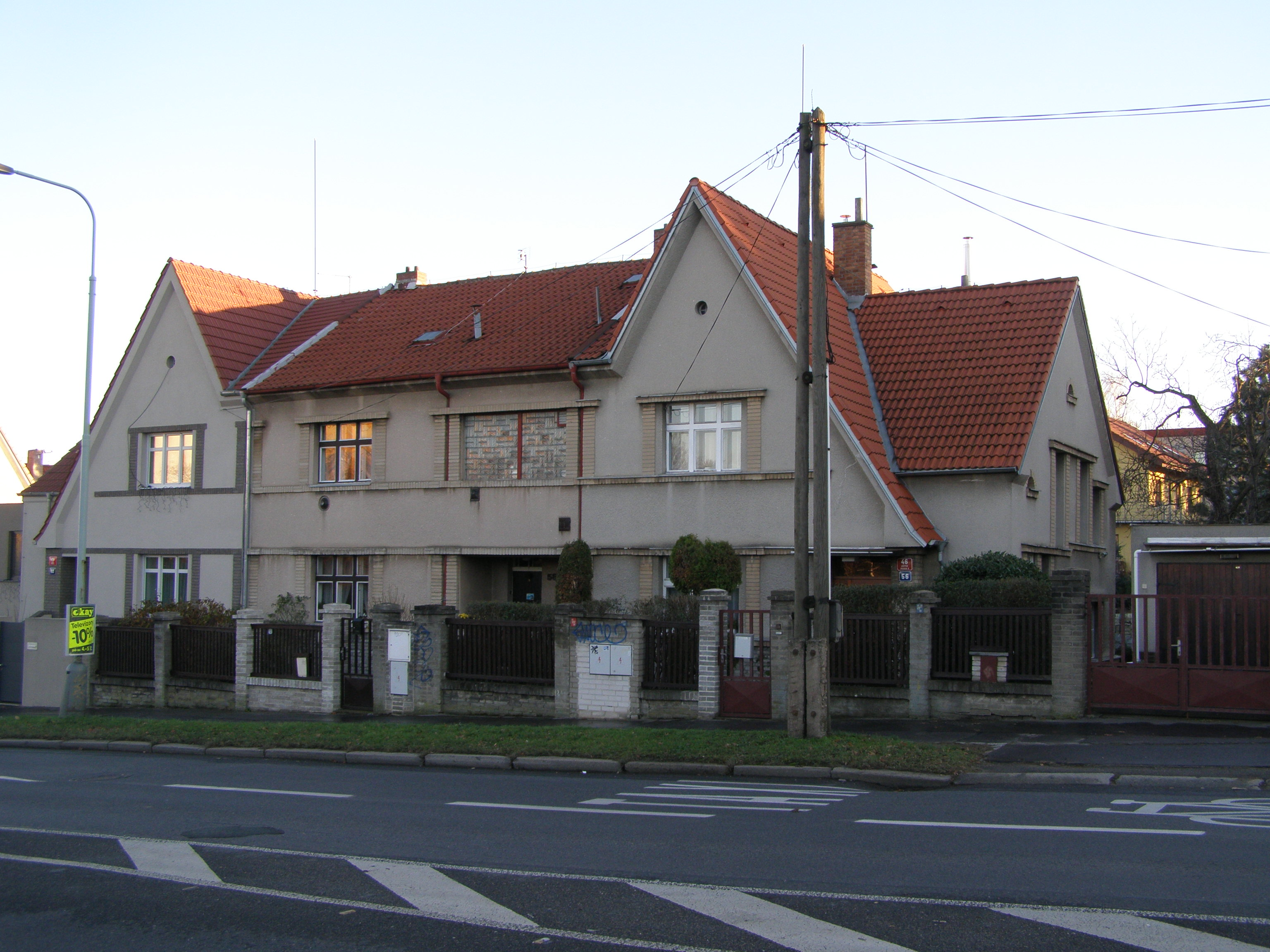
Rodinná trojitá vila ve Lhotce - Zálesí, kde v prostředním domku bydlel Ing. Josef Friedl

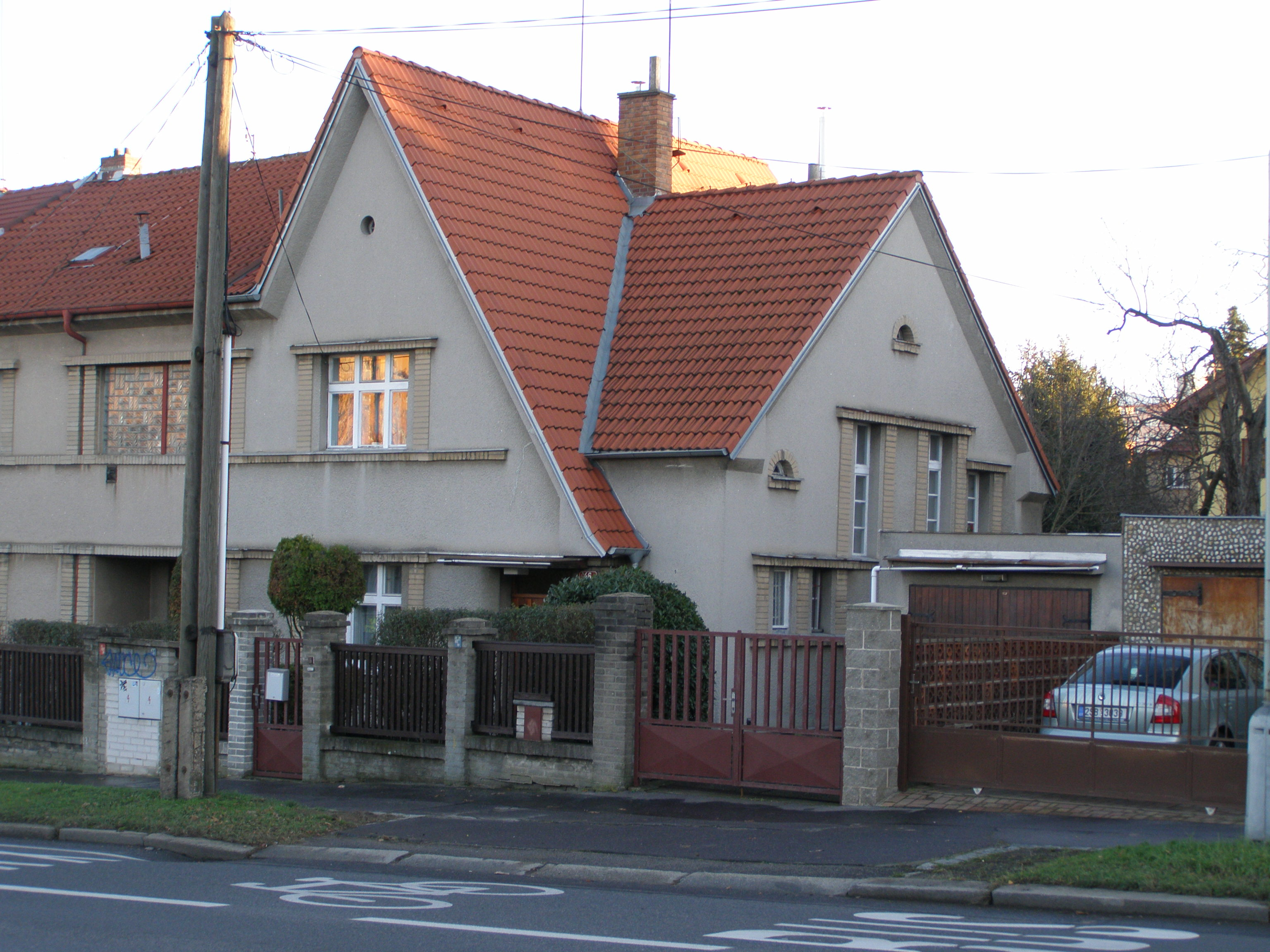
Rodinná vila ve Lhotce - Zálesí, kde bydlel JUDr. Rudolf Mareš - soused Ing. Josefa Friedla

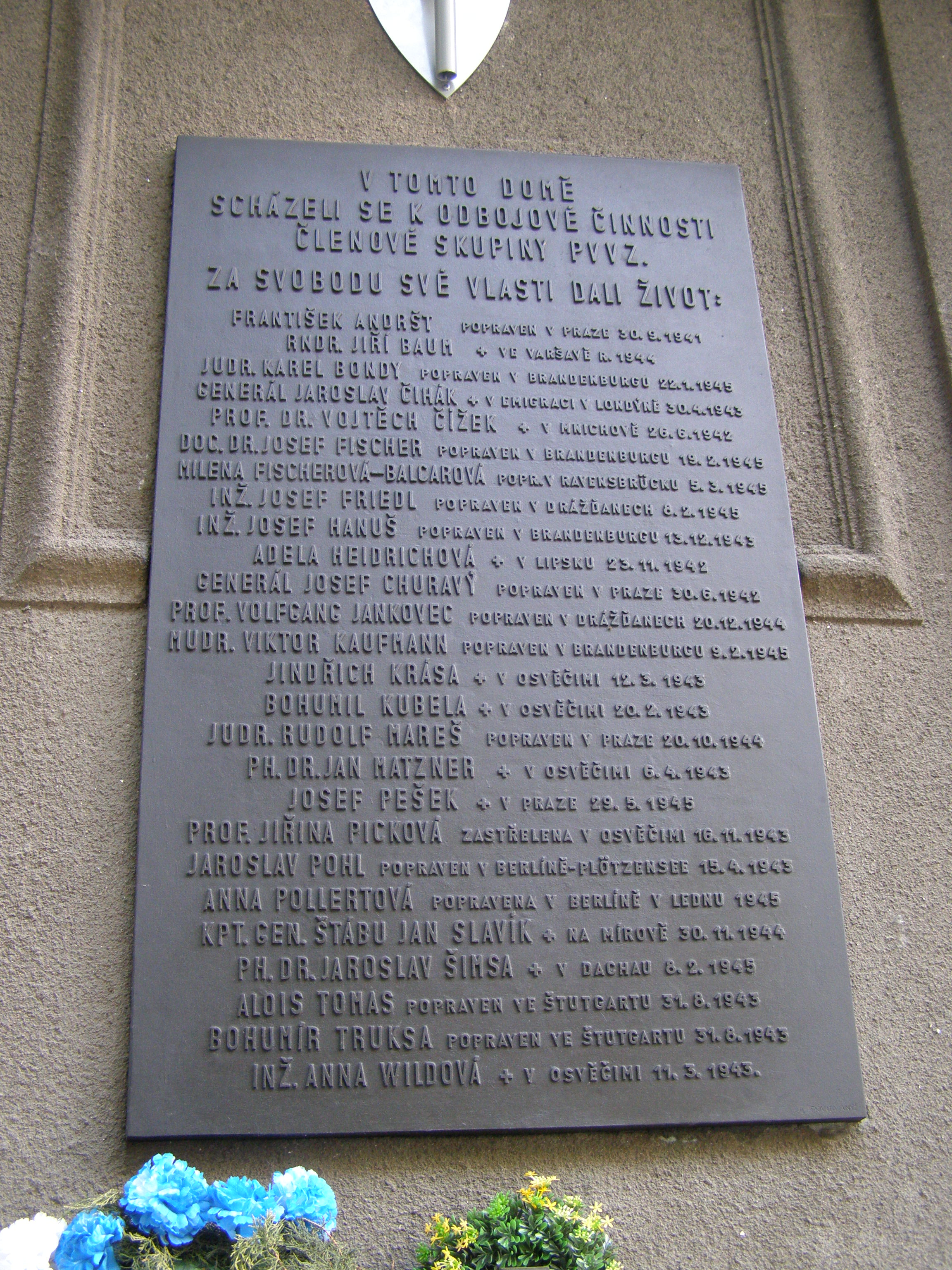
Pamětní deska odbojové
činnosti skupiny PVVZ
GPS:

Josef Friedl (15. září 1907 Praha – 8. února 1945 Drážďany) byl komerční inženýr, nakladatelský a kulturní pracovník a účastník II. odboje. Úředník a pozdější ředitel pražského nakladatelství Jana a Františka Laichterových. V době Protektorátu Čechy a Morava pracoval ve vrcholných funkcích pražského centra ilegální odbojové organizace PVVZ, kde (mimo jiné) řídil shromažďování a distribuci zpravodajsky cenných informací. Po zatčení v říjnu 1941 byl dlouze vězněn a začátkem února 1945 popraven.

## Stručný životopis
Mezi léty 1931 až 1941 vykonával Josef Friedl úřednickou funkci a později se stal ředitelem Laichterova nakladatelství v Praze. Společensky se angažoval ve vedení Dělnické akademie a byl funkcionářem sociálně demokratické strany v Praze-Krči. Po zřízení protektorátu (15. března 1939) se Josef Friedl již od jara 1939 zařadil do okruhu vedoucích činitelů ilegální odbojové organizace PVVZ. Měl na starosti řízení aktivit PVVZ ve východních Čechách (na Chrudimsku a Nasavrcku) a současně vedl rozsáhlou zpravodajskou agendu – fungoval jako spojka ke komunistické domácí protiněmecké rezistenci a také jako spojka k sovětskému konzulátu v Praze. Mezi roky 1940 až 1941 vykonával funkci zástupce PVVZ v zastřešujícím odbojovém orgánu – v Ústředním vedení odboje domácího (ÚVODu). V roce 1941 pak zastupoval PVVZ také v Ústředním národně revolučním výboru Československa. Na podzim roku 1941 se stal jednou z mnoha obětí konfidenta Antonína Nerada. Ing. Josef Friedl byl zatčen gestapem v sobotu 18. října 1941 v Laichterově nakladatelství, až do roku 1944 byl pak vězněn na různých místech. Nakonec jej odsoudili 27. října 1944 k trestu smrti. Byl popraven 8. února 1945 v Drážďanech.

## Podrobný životopis

### Rodinný původ
Josef Friedl pocházel z pražské česko-německé rodiny. Německy znějící příjmení získal po otci, matka byla Češka. Po studiu na obchodní akademii v Karlíně absolvoval Friedl vysokou školu obchodní v Praze a pracoval jako úředník v nakladatelství Jana a Františka Laichterových (dále jen Laichterovo nakladatelství - protektorátní adresa: Praha XII, U Rajské zahrady číslo popisné 956/4). Později se stal ředitelem Laichterova nakladatelství.
Friedl bydlel s manželkou a dvěma dětmi v rodinném domku na adrese Zálesí 47/58, Praha 4, 142 00 Lhotka. Manželka Josefa Friedla jakož i obě jeho děti a sestra druhou světovou válku přežily.

### Ilegální činnost
Ing. Josef Friedl pracoval jako aktivista a člen celostátního vedení (výboru) Dělnické akademie a byl blízkým spolupracovníkem profesora Volfganga Jankovce. Stal se také členem a funkcionářem Československé sociálně demokratické strany dělnické v pražské Krči. Po německé okupaci Čech a Moravy (po 15. březnu 1939) se Ing. Josef Friedl zapojil do výstavby domácího protinacistického odboje a posléze se dostal do nejvyšších pater vedení ilegální odbojové organizace PVVZ. Kromě jiného měl na starosti působení PVVZ ve východních Čechách (na Chrudimsku a Nasavrcku), také koordinoval spolupráci s regionálními organizacemi PVVZ na Moravě a ve Slezsku a současně vedl rozsáhlou zpravodajskou agendu. Zpravodajsky zajišťoval spojení PVVZ s komunistickou protiněmeckou rezistencí a rovněž se sovětským konzulátem sídlícím v Praze. V zaměstnání Friedl s pomocí svých kolegů a svého švagra pro potřeby protiněmeckého odboje zhotovoval falešné protektorátní doklady. Friedl se také podílel na tisku dokumentu Za svobodu. V odboji používal krycí jména „Třešňák“ nebo „Václavík“. V letech 1940 až 1941 vykonával funkci zástupce PVVZ v zastřešujícím Ústředním vedené odboje domácího (ÚVODu) a v roce 1941 (až do svého zatčení) působil též v Ústředním národně revolučním výboru Československa.

#### DokumentZa svobodu
Docent PhDr. Josef Fischer spolu s Ing. Josefem Friedlem, profesorem Volfgangem Jankovcem, spisovatelem K. J. Benešem, profesorem Josefem Grňou a Antonínem Hamplem byli tvůrci kolektivní programové platformy Za svobodu do nové Československé republiky (někdy nazývané též Za svobodu do nového Československa nebo zkráceně Za svobodu). Dokument Za svobodu byl vypracovávaný v letech 1939 až 1941 původně jako ideový program domácího odbojového hnutí v rámci působení ÚVODu a měl se stát oficiálním ideovým programem Ústředního národně revolučního výboru Československa (ÚNRVČ).

#### František Pavelka
Jako představitel PVVZ se Ing. Josef Friedl sešel dne 6. října 1941 v Riegrových sadech na pražských Vinohradech s parašutistou svobodníkem aspirantem Františkem Pavelkou (příslušníkem výsadku PERCENTAGE). Jedním u úkolů operace PERCENTAGE bylo předat ilegální organizaci na území protektorátu poselství exilového prezidenta Dr. Edvarda Beneše a generála Sergeje Ingra, jakož i radiomateriál a šifrovací klíč. Pavelka předal Friedlovi poselství od ministra národní obrany exilové vlády generála Sergeje Ingra a náhradní krystaly do ilegální radiostanice. Na oplátku Friedl zprostředkoval Františku Pavelkovi kontakt s odbojářem JUDr. Karlem Bondym.

#### Setkání v restauraci Akropolis
Setkání vedoucích představitelů PVVZ JUDr. Karla Bondyho a Ing. Josefa Friedla s parašutistou svobodníkem aspirantem Františkem Pavelkou proběhlo 6. října 1941 a pak nejméně ještě jedenkrát po tomto datu v restauraci Akropolis. (Právě na schůzce 6. října 1941 předal František Pavelka představitelům PVVZ novou vysílací šifru a také pozdrav od generála Sergeje Ingra.) Na schůzkách byla projednávána odbojová spolupráce. Setkáním s Friedlem, Bondym a pravděpodobně i s plukovníkem Josefem Churavým (ON) se Pavelka napojil na civilní i vojenskou složku ÚVODu, ale to již v době, kdy tyto složky byly v procesu destrukce způsobené zatýkáním jejich členů gestapem.

### Zrada, věznění, rozsudek
Do rukou gestapa se dostal Friedl vinou zrady bývalého rotmistra československé armády konfidenta Antonína Nerada v sobotu 18. října 1941 v Laichterově nakladatelství (v ulici U Rajské zahrady 956/4), kde byl zatčen. Dva dny po jeho zatčení (20. října 1941) pokračovala další razie v řadách pražské PVVZ. Toho dne byl zatčen JUDr. Karel Bondy, účetní Laichterova nakladatelství Jindřich Krása a Antonín Kulička. Jindřich Krása byl Friedlův blízký spolupracovník. Krása přechovával ve svém bytě část archivu PVVZ (především schéma krycích adres), kterého se gestapo tímto zmocnilo. Takto získaný „Krásův archiv PVVZ“ umožnil gestapu zatknout ještě do konce října 1941 několik členů vedení PVVZ a do konce ledna 1942 prakticky zlikvidovat většinu sítě PVVZ (a citelně zasáhnout i odbojovou skupinu ÚVOD). Na likvidaci předních představitelů domácího odbojové organizace PVVZ nasadilo gestapo několik konfidentů, kteří nějakou dobu před zatčením tyto odbojáře intenzivně sledovali. Na rozbití této odbojové struktury nesl značnou vinu konfident gestapa Jindřich Velinský (alias „Viktor“) a bývalý štábní rotmistr prvorepublikové armády Antonín Nerad.
Německý lidový soud Friedla obvinil z toho, že: "V letech 1939 až 1941 v Praze a jiných místech Protektorátu nepřetržitě a spolu s jinými osobami připravoval velezrádný podnik, který směřoval k násilnému odtržení části Říše".
Friedl byl nejprve vězněn na pražském Pankráci; od 3. února 1942 do 5. května 1942 v Pardubicích; potom do 22. května 1944 opět v Praze; od 23. května 1944 do 5. října 1944 v Gollnowě u Štětína aby byl nakonec převezen do Drážďan. Dne 27. října 1944 byl odsouzen k trestu smrti a dne 8. února 1945 byl v Drážďanech popraven stětím gilotinou.

## Pamětní desky

### V budově Matfyz
Ve vestibulu (uvnitř) budovy Matematicko-fyzikální fakulty UK (Sokolovská 49/83, Praha 8; 50°05′38″ s. š., 14°27′01″ v. d.) je umístěna vpravo od vchodu do budovy pamětní deska věnovaná památce padlých kteří položili své životy ve druhé světové válce 1939 - 1945. V sekci "Absolventi a žáci" je uveden Ing. Friedl Josef 1907 - 1945.

### Pamětní deska PVVZ
V rohovém činžovním domě v Praze 2 na Vinohradech v ulici Anny Letenské 34/7 se za protektorátu odehrála řada schůzek členů PVVZ. Na připomínku těchto aktivit je na domě umístěna pamětní deska se jmény 26 odbojářů. Josef Friedl je uveden jako osmý shora.

## Galerie

Spolupracovníci Josefa Friedla v domácím protiněmeckém odboji
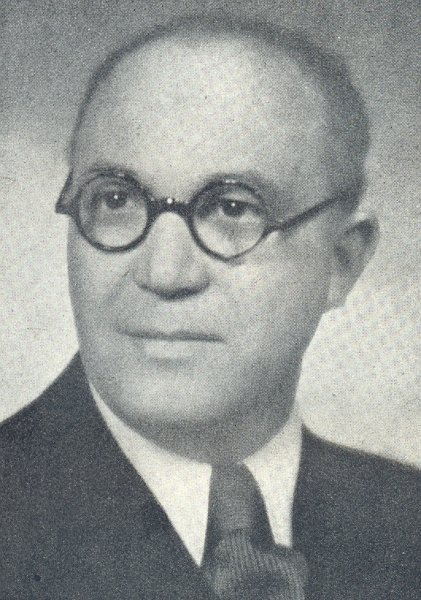
Profesor Volfgang Jankovec
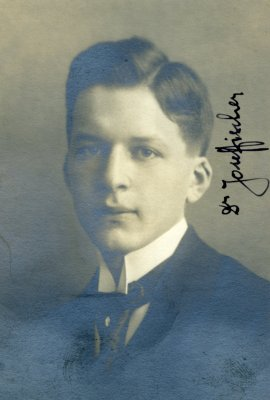
Židovský filozof Josef Fischer
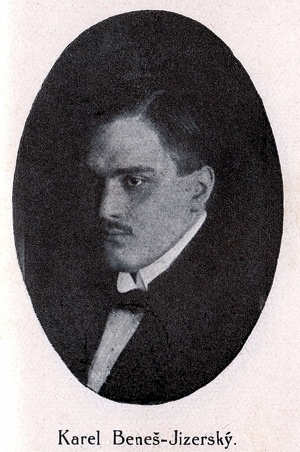
Spisovatel a scenárista K. J. Beneš
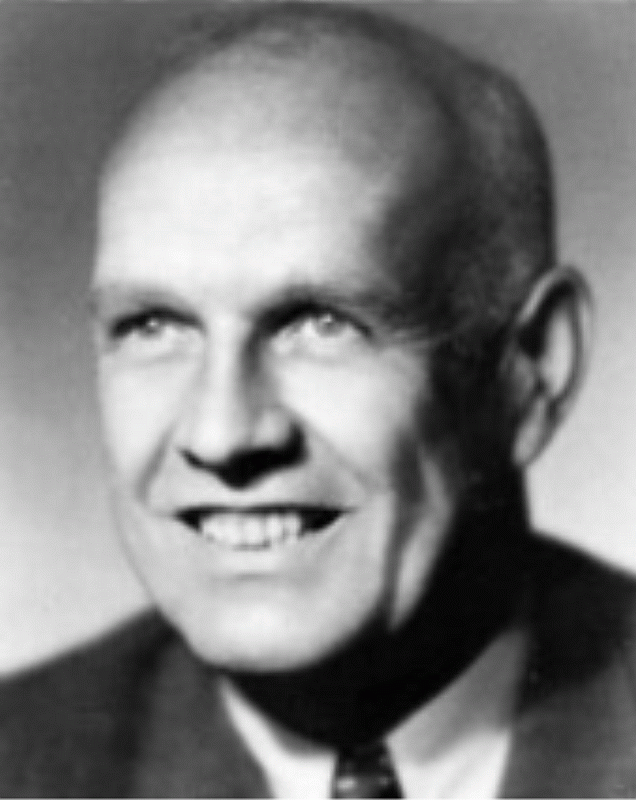
Profesor Josef Grňa
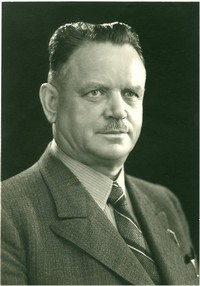
Odborový funkcionář a politik Antonín Hampl
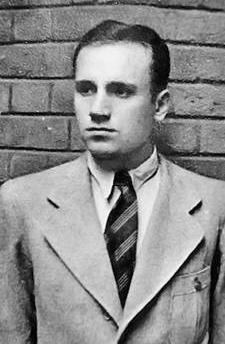
Parašutista svobodník aspirant František Pavelka
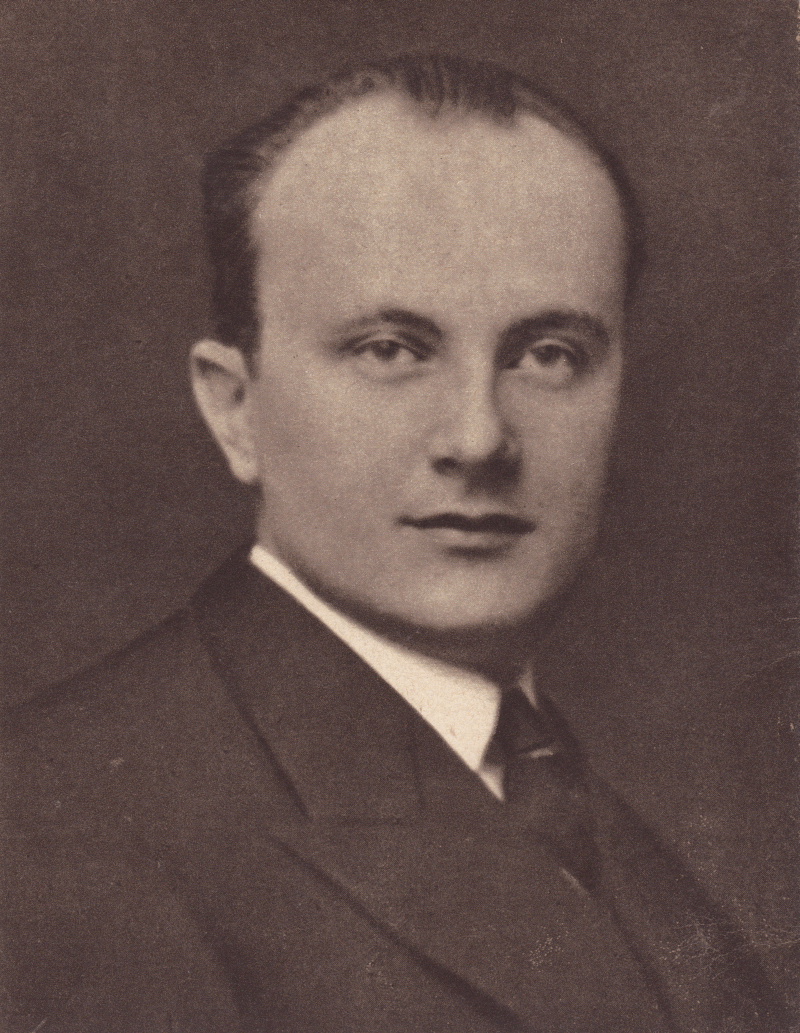
JUDr. Karel Bondy
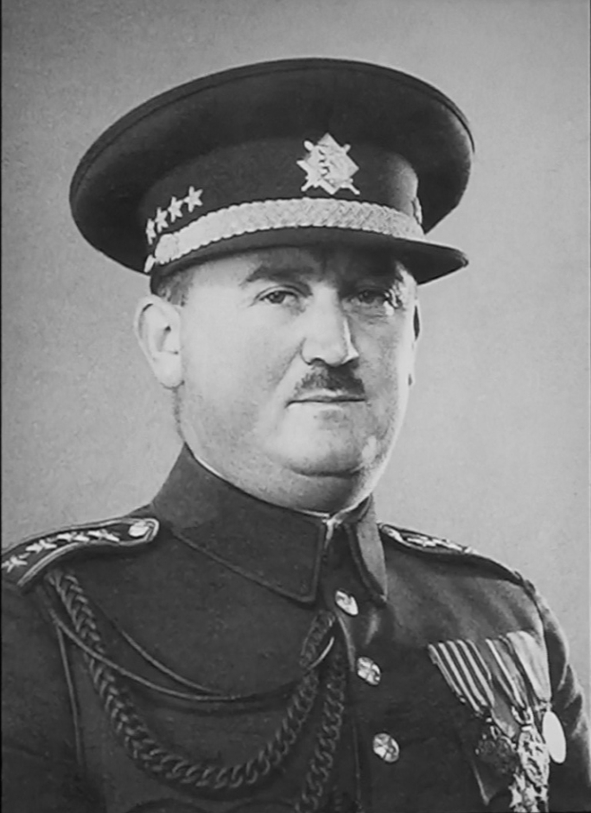
Plukovník generálního štábu Josef Churavý